# 瓦山锥
瓦山锥（学名：Castanopsis ceratacantha）为壳斗科锥属下的一个种。

## 扩展阅读
- 維基物種上的相關：瓦山锥